# (34434) 2000 SE39
2000 SE39 (asteroide 34434) é um asteroide da cintura principal. Possui uma excentricidade de 0.06085460 e uma inclinação de 6.38316º.
Este asteroide foi descoberto no dia 24 de setembro de 2000 por LINEAR em Socorro.